# Ghosts I-IV
 (janvier 2025).
Si vous disposez d'ouvrages ou d'articles de référence ou si vous connaissez des sites web de qualité traitant du thème abordé ici, merci de compléter l'article en donnant les références utiles à sa vérifiabilité et en les liant à la section « Notes et références ».
Pour les articles homonymes, voir Ghosts.
Albums de Nine Inch Nails
Year Zero Remixed
(2007) The Slip
(2008)
Ghosts I-IV (également connu comme Halo 26) est le sixième album studio du groupe de metal industriel Nine Inch Nails, sorti le 2 mars 2008. 
L'équipe derrière le projet comprend le leader du groupe, Trent Reznor, les collaborateurs de studio Atticus Ross et Alan Moulder, ainsi que les contributions instrumentales d'Alessandro Cortini, Adrian Belew et Brian Viglione. 
Reznor décrivit la musique de Ghosts comme « une bande-son pour rêves éveillés », un sentiment partagé par de nombreux critiques qui l'ont comparé aux travaux de Brian Eno et Robert Fripp[réf. souhaitée]. 
Les chansons n'ont pas de titre, et ne sont identifiées que par un numéro de piste et de groupe.
C'est le premier album indépendant de Nine Inch Nails, à la suite de sa séparation avec le label Interscope Records, et il est presque entièrement instrumental. Ghosts était initialement destiné à être un EP de cinq morceaux[réf. souhaitée], mais la version finale est composée de quatre EPs de neuf pistes, totalisant 36 titres. 
L'album est sorti sous licence Creative Commons (BY-NC-SA), et mis en vente sous différents formats et prix, notamment une "Ultra-Deluxe Limited Edition" à 300 $. Ghosts a d'abord été publié au format numérique, sur le site de Nine Inch Nails et ce sans promotion ni annonce préalable. Via sa chaîne YouTube officielle, le groupe a invité ses fans à interpréter visuellement la musique de l'album et partager leur travail.
Les critiques de l'album ont été globalement favorables, sa mise en vente peu orthodoxe lui attribuant des commentaires positifs[réf. souhaitée]. La promotion de Ghosts I-IV a notamment été comparée[réf. souhaitée] aux sorties exclusivement digitales de l'album In Rainbows de Radiohead ainsi que celle de  The Inevitable Rise and Liberation of NiggyTardust! de Saul Williams (produit par Trent Reznor).  
L'album a été nommé en 2008 pour deux Grammy Awards, dans les catégories "Best Rock Instrumental Performance" et "Best Box Set or Limited Edition Package". Ces nominations constituent une première[réf. souhaitée] pour de la musique publiée sous une licence Creative Commons.
Des parties de l'album furent utilisées pour la bande-son du documentaire Citizenfour, sorti en 2014. 

## Pistes
Tous les titres ont été écrits par Trent Reznor et Atticus Ross, sauf mention contraire.

### Ghosts I
1. "1 Ghosts I" – 2:48
2. "2 Ghosts I" – 3:16
3. "3 Ghosts I" – 3:51
4. "4 Ghosts I" – 2:13 (Cortini, Reznor, Ross)
5. "5 Ghosts I" – 2:51
6. "6 Ghosts I" – 4:18
7. "7 Ghosts I" – 2:00
8. "8 Ghosts I" – 2:56
9. "9 Ghosts I" – 2:47

### Ghosts II
1. "10 Ghosts II" – 2:42
2. "11 Ghosts II" – 2:17 (Reznor, Ross, Cortini)
3. "12 Ghosts II" – 2:17
4. "13 Ghosts II" – 3:13
5. "14 Ghosts II" – 3:05
6. "15 Ghosts II" – 1:53
7. "16 Ghosts II" – 2:30
8. "17 Ghosts II" – 2:13 (Cortini, Reznor, Ross)
9. "18 Ghosts II" – 5:22

### Ghosts III
1. "19 Ghosts III" – 2:11 (Reznor, Ross, Cortini, Viglione)
2. "20 Ghosts III" – 3:39
3. "21 Ghosts III" – 2:54
4. "22 Ghosts III" – 2:31 (Reznor, Ross, Cortini, Viglione)
5. "23 Ghosts III" – 2:43
6. "24 Ghosts III" – 2:39
7. "25 Ghosts III" – 1:58 (Reznor, Ross, Belew)
8. "26 Ghosts III" – 2:25
9. "27 Ghosts III" – 2:51 (Reznor, Ross, Belew)

### Ghosts IV
1. "28 Ghosts IV" – 5:22
2. "29 Ghosts IV" – 2:54 (Reznor, Ross, Cortini)
3. "30 Ghosts IV" – 2:58
4. "31 Ghosts IV" – 2:25
5. "32 Ghosts IV" – 4:25
6. "33 Ghosts IV" – 4:01 (Reznor, Ross, Cortini)
7. "34 Ghosts IV" – 5:52
8. "35 Ghosts IV" – 3:29
9. "36 Ghosts IV" – 2:19

### Bonus Tracks
1. "37 Ghosts"
2. "38 Ghosts"